# 约翰·方思敦
约翰·方思敦（英語：John Funston）是著名的澳大利亚籍东南亚区域研究学者，曾在多个东南亚国家的大学或研究所工作，包括于1972年至1976年间在马来西亚国民大学执教。他于2001年自新加坡的东南亚研究所（ISEAS）退休，目前是澳洲国立大学亚洲研究系访问学者，兼任澳洲国立泰国研究中心（NTSC）副主任。

## 学历
方思敦大学毕业于墨尔本的莫纳斯大学。他大学期间修读马来文。

## 研究领域
方思敦的主要研究领域是马来西亚与泰国政治，其于1980年出版的《马来西亚的马来人政治：巫统与回教党研究》，至今仍然是研究马来西亚政治的必读参考。他自1960年代末起研究、观察、评论马来西亚政治，从过去翻查报章档案到后来通过互联网阅读多份马来西亚的巫、英文报章。

## 家庭
方思敦与泰国籍妻子双双在马来西亚国民大学以马来语教学，他教政治学，同样毕业于莫纳斯大学的太太则是宏观经济学的讲师。他唯一的儿子1975年在马来西亚雪兰莪州八打灵再也出生。孩子取名Kris，企图在西方、泰文和马来文之间，寻找一个共通的名称。

## 与马哈迪的关系
方思敦于1970年认识后来成为马来西亚首相的马哈迪·莫哈末，后者于1969年大选败在后来当上回教党主席的尤索拉瓦（Yusof Rawa）手上，并且因为公开批评首相东姑阿都拉曼而被巫统开除党籍，回到其在亚罗士打的诊疗所行医。马哈迪给方氏的第一印象是非常好客。年轻的方思敦为撰写硕士论文而走访马来西亚政治人物，马哈迪在他的诊所殷切地回答方氏的提问，然后请他到家里享用咖啡，当晚晚餐则随马哈迪出席他的华裔生意伙伴的宴会。
当时，马哈迪对巫统政治高度批判，认为党内没有民主空间，他谈及本身和其他“少壮派”（Young Turks）的政治主张，并且抨击首相东姑把国会当作橡皮图章。马哈迪是1964届国会最出色的巫统后座议员。方思敦回忆说，马哈迪对回教党是不怀任何好感的。他在国会是抨击回教党的炮手；1969年大选败在回教党手上，更加深他的敌意。马哈迪惊讶方氏对回教党并没有像其他西方学者般的敌意。
方氏之后数年常在吉隆坡遇到马哈迪，直至1976年马哈迪当上副首相不久，方思敦于同年离开马来西亚。方氏在国民大学任教期间，常在办公室碰到前来拜访历史系教授Zainah Abidin Wahid的马哈迪。他笑言另一个经常碰到马哈迪的场合是吉隆坡Weld超级市场：“马哈迪是非常少数喜欢自己购物逛街的政治人物。”

方思敦在访谈中同意马哈迪是很有特色的政治家，但是，他认为吹捧和批评马哈迪的论者，往往夸大了马哈迪的功与过。针对政治学者邱武德曾引述马哈迪的话指自己非常害羞，进而推论马哈迪是在1983年的宪法危机之际，展开巡回大集会之后，才爱上群众集会，方思敦表示：
|          | 马哈迪更早以前已经展现和群众沟通的卓越演讲魅力。我曾于1972年到马大东姑礼堂出席一场政治论坛，发言人包括马哈迪、已故陈志勤和一名人民党的代表。当年大学反风盛行，马哈迪开始发言时，与会的学生不断喝倒彩。令人印象深刻的是，尽管众声喧哗，马哈迪很有耐性地提出自己的看法，半小时后，同一批在场的听众给他的掌声不断。马哈迪政治的特色是不擅于（可能也不屑于）搞基层组织，但是强项是策划选举及鼓动群众心理的演说。 |
| ——方思敦 | |

## 著作
- 《马来西亚的马来人政治：巫统与回教党研究》（1980年）